# Lenfilm

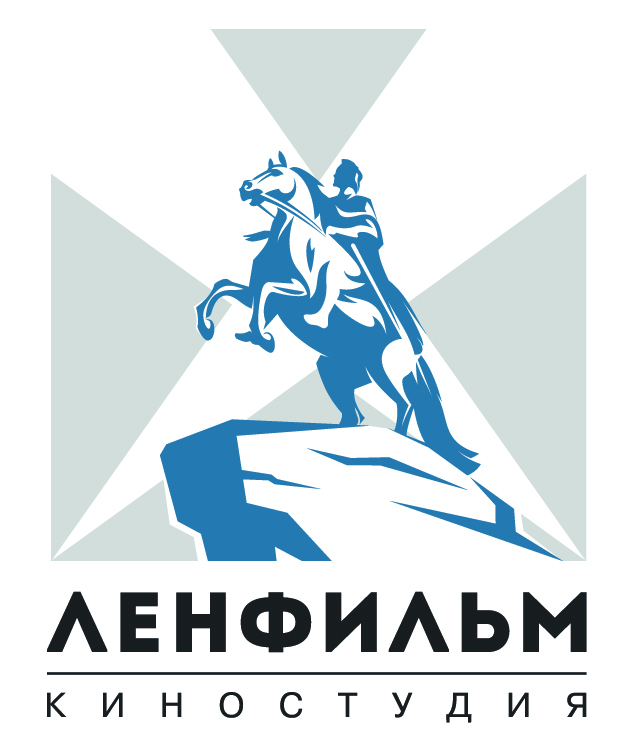
Logo van Lenfilm

Kinostoedia "Lenfilm" (Russisch: Киностудия «Ленфильм») is na Mosfilm de op een na grootste filmproductiemaatschappij van de sovjet- en Russische filmindustrie. Lenfilm bevindt zich in Sint-Petersburg (het vroegere Leningrad) en heeft een eigen filmstudio.
Het bedrijf groeide uit de oudste filmstudio van Rusland en was vroeger een staatsbedrijf, maar tegenwoordig vormt het een OAO, waarvan de aandelen zijn verdeeld onder particuliere eigenaren en een aantal nabijgelegen private filmstudio's. In de toekomst wil de Russische staat het concern echter samenvoegen met Mosfilm en Filmstudio Gorki tot een nieuw staatsconcern.

## Geschiedenis

### Voorgeschiedenis
Vanaf het begin van de 20e eeuw ontstonden in Sint-Petersburg verschillende Russische en Franse filmstudio's. In 1908 opende de Petersburgse zakenman Vladislav Karpinski er de filmfabriek 'Ominum Film', waar documentaires en avondvullende films voor lokale theaters. In de jaren 1910 vormde filmstudio 'Neptoen' een van de meest actieve van de stad. Hier maakten sterren als Vladimir Majakovski en Lili Brik hun eerste stomme films, die uitkwamen in 1917 en 1918.
Het terrein waarop Lenfilm was gevestigd vormde aanvankelijk onderdeel van het park Aquarium van handelaar Georgi Aleksandrov, die er een restaurant, een openbare tuin en een theater bestierde. In 1893 kwam Pjotr Tsjaikovski als gast naar dit Aquarium-theater (nu Platform nr. 4 van Lenfilm) om er de uitvoering van de overture van zijn Notenkraker-ballet. In de jaren 1910 en begin jaren 1920 trad basszanger Fjodor Sjaljapin er op en in de jaren 1920 en 1930 traden er ook een aantal sovjetsterren op als Isaak Doenajevski en Leonid Oetjosov met zijn jazzband.

#### Filmindustrie van Petrograd en Leningrad
In 1918 werden de eigendommen en het terrein van de filmstudio van Petrograd (de naam van Sint-Petersburg van 1914 tot 1924) genationaliseerd en werd het omgevormd tot een door de sovjetstaat bekostigde filmindustrie. Tijdens de eerste jaren als staatsinstelling droeg de filmstudio verschillende namen, zoals 'Petrogradse Filmcommissie van de Unie van Noordelijke Communes' (Петроградский кинокомитет Союза Северных Коммун) en 'Sevzapkino' ("noordwestelijke film"). In 1923 werd de eveneens genationaliseerde Aquarium-tuin samengevoegd met Sevzapkino en een aantal kleinere studio's tot de staatsfilmindustrie van Petrograd. Van 1924 tot 1926 droeg het tijdelijk de naam Leningradse Fabriek "Goskino". In totaal werd de naam tussen 1918 en 1936 dertienmaal veranderd.
| Periode   | Naam                                               | Transliteratie                                     | Betekenis                                                                          |
| --------- | -------------------------------------------------- | -------------------------------------------------- | ---------------------------------------------------------------------------------- |
| 1918-1920 | Петроградский кинокомитет Союза Северных Коммун    | Petrogradski kinokomitet Sojoeza Severnych Kommoen | Petrogradse filmcommissie van de Unie van Noordelijke Communes                     |
| 1920-1922 | Петроградский окружной фотокиноотдел               | Petrogradski okroezjnoj fotokinootdel              | Petrogradse okroegafdeling voor fotofilm                                           |
| 1922-1925 | Фабрика «Севзапкино»                               | Fabrika "Sevzapkino"                               | F(ilmf)abriek 'Noordwestelijke film' (Sev = severny = noord; zap = zapadny = west) |
| 1923-1925 | Ателье «Кино-Север»                                | Atelje "Kino-Sever"                                | (film)atelier 'Film-Noord'                                                         |
| 1924-1926 | Ленинградская фабрика «Госкино»                    | Leningradskaja Fabrika "Goskino"                   | Leningradse (film)fabriek 'staatsfilm' (gos = gosoedarstveny = staats-)            |
| 1925-1926 | Фабрика «Ленинградкино»                            | Fabrika "Leningradkino"                            | (film)fabriek 'Leningradfilm'                                                      |
| 1926-1930 | Ленинградская фабрика «Совкино»                    | Leningradskaja Fabrika "Sovkino"                   | Leningradse (film)fabriek 'Sovjetfilm'                                             |
| 1930-1932 | Ленинградская фабрика «Союзкино»                   | Leningradskaja Fabrika "Sojoezkino"                | Leningradse (film)fabriek 'Uniefilm'                                               |
| 1932-1933 | Ленинградская фабрика «Росфильм»                   | Leningradskaja Fabrika "Rosfilm"                   | Leningradse (film)fabriek 'Russische film'                                         |
| 1933-1934 | Ленинградская фабрика «Союзфильм»                  | Leningradskaja Fabrika "Sojoezfilm"                | Leningradse (film)fabriek 'Uniefilm'                                               |
| 1934-1935 | Ленинградская фабрика «Ленфильм»                   | Leningradskaja Fabrika "Lenfilm"                   | Leningradse (film)fabriek 'Leningradfilm'                                          |
| 1935-1936 | Ленинградская ордена Ленина кинофабрика «Ленфильм» | Leningradskaja ordena Lenina kinofabrika "Lenfilm" | Leningradse filmfabriek met de Leninorde 'Leningradfilm'                           |
| 1936-1976 | Ленинградская ордена Ленина киностудия «Ленфильм»  | Leningradskaja ordena Lenina kinostoedia "Lenfilm" | Leningradse filmstudio met de Leninorde 'Leningradfilm'                            |

In 1976 werd Orde van de Rode Vlag van de Arbeid (ордена Трудового Красного Знамени) toegevoegd aan de naam. In 1994 werd 'Leningradskaja' vervangen door 'Sint-Petersburgse' (Санкт-Петербургская); in 1996 werd de naam 'staatsgecentraliseerd bedrijf' (Государственное Унитарное предприятие) toegevoegd; in 2003 werd de naam gewijzigd naar Federaal Staatsgecentraliseerd bedrijf "Creatieve productiemaatschappij 'Filmstudio "Lenfilm"'" (Федеральное Государственное унитарное предприятие "Творческо-производственное объединение «Киностудия „Ленфильм“»") en in 2004 werd de huidige naam Naamloze Vennootschap (OAO) 'Filmstudio "Lenfilm"'" (Открытое акционерное общество «Киностудия „Ленфильм“») aangenomen.De huidige naam Lenfilm dateert van 1934. In die tijd waren er veel bekende filmmakers, -schrijvers en acteurs actief voor de studio, zoals Jevgeni Zamjatin, Grigori Kozintsev, Iosif Chejfits, Sergej Eisenstein, Sergej Joetkevitsj, Dmitri Sjostakovitsj, Nikolaj Akimov, Joeri Tynjanov, Veniamin Kaverin, Viktor Sjklovski en de schrijvers van de Serapionbroeders.

#### Lenfilm
Gedurende de sovjetperiode vormde Lenfilm na Mosfilm de op een na grootste filmproductiemaatschappij van de sovjetfilmindustrie, waartoe ruim 30 filmstudio's behoorden.
Tijdens de Tweede Wereldoorlog en het daarvan onderdeel uitmakende Beleg van Leningrad bleven slechts weinig filmmakers achter in de geteisterde stad en werden veel filmdocumentaires gemaakt over het heroïsch gevecht van de sovjetsoldaten tegen de nazi's. Het grootste deel van het personeel en de productie-eenheden was echter reeds eerder geëvacueerd naar steden in Centraal-Azië, zoals Alma-Ata (1942) en Samarkand. Hier fuseerde Lenfilm tijdelijk met andere sovjetfilmstudio's tot de Centrale Verenigde Filmstudio (TsOKS). In 1944 was het front zover gekeerd dat Lenfilm personeel en voorzieningen kon doen terugkeren naar Leningrad.
Na de oorlog werden verschillende films in samenwerking met buitenlandse acteurs en actrices gemaakt, zoals de Amerikaans-Russische film De Blauwe Vogel met George Cukor in 1976. Ook speelden verschillende Westerse actrices in sovjetfilms, zoals Elizabeth Taylor, Jane Fonda, Ava Gardner en Tilda Swinton. Tegen het einde van de sovjetperiode in 1991 had Lenfilm ongeveer 1500 films gemaakt. Een aantal hiervan worden gezien als klassiekers en kregen internationale onderscheidingen op verschillende filmfestivals.

#### Sinds 1991
Na de val van de Sovjet-Unie werd Lenfilm een semi-private Russische filmproductiemaatschappij, waarbij ze haar oude naam behield ondanks het feit dat de naam van de stad in 1991 werd terughernoemd naar Sint-Petersburg. In 2004 werd het bedrijf volledig geprivatiseerd. In 2008 kwam de staat echter terug op deze privatisering en publiceerde Rosimoesjtsjestvo (Federaal Agentschap voor het Beheer van Staatsbezittingen) een brief waarin werd verklaard dat het eerder genoemde federaal agentschap, het Ministerie van Cultuur, het Ministerie van Economische Ontwikkeling en Roskoeltoera (sinds december 2008 onderdeel van het Ministerie van Cultuur) over een fusie van Ruslands drie grootste filmstudio's Mosfilm, Lenfilm en Filmstudio Gorki (Moskou) tot een nieuw staatsfilmcorporatie. Wel werd in dezelfde brief geschreven dat Lenfilm voorlopig nog hierbuiten zal blijven. De brief leidde de Unie van Cameramannen van Sint-Petersburg ertoe een brief te schrijven aan de Minister van Cultuur Aleksandr Avdejev met de afkeuring van een mogelijke samenvloeiing van de activiteiten van Lenfilm met Mosfilm in een holding.